# Montceaux-lès-Meaux
Montceaux-lès-Meaux är en kommun i departementet Seine-et-Marne i regionen Île-de-France i norra Frankrike. Kommunen ligger i kantonen Meaux-Sud som tillhör arrondissementet Meaux. År 2022 hade Montceaux-lès-Meaux 646 invånare.

## Befolkningsutveckling
Antalet invånare i kommunen Montceaux-lès-Meaux
| Referens: INSEE |